# إكرمزداتن (أسكاون)
إكرمزداتن هي إحدى مشيخات المملكة المغربية، تتبع جغرافيا لإقليم تارودانت وإداريًا لأسكاون. يقدر عدد سكانها بـ 1026 نسمة حسب الإحصاء الرسمي للسكان والسكنى لسنة 2004.